# X edició dels Premis Platino
La X edició dels Premis Platino, presentats per l'Entitat de Gestió de Drets dels Productors Audiovisuals i Federació Iberoamericana de Productors Cinematogràfics i Audiovisuals, honraren el millor del cinema iberoamericà estrenat en 2022. La cerimònia va tenir lloc al Recinte firal d'IFEMA a Madrid, Espanya (per tercera vegada consecutiva) el 22 d'abril de 2023 i fou presentada per l'actriu colombiana Carolina Gaitán, l'actor mexicà Omar Chaparro i l'actriu espanyola Paz Vega. A més, el canal TNT transmetrà la cerimònia en directe a Llatinoamèrica.
Les nominacions van ser anunciades el 9 de març de 2023. La pel·lícula argentina Argentina, 1985 va rebre la major quantitat de nominacions en la història dels premis amb catorze nominacions. Quant a les categories de televisió, la sèrie colombiana-xilena Noticia de un secuestro va ser la sèrie més nominada amb sis nominacions. Ha estat introduïda la categoria a millor comèdia iberoamericana de ficció.
Argentina, 1985 va ser la gran guanyadora de la cerimònia rebent cinc premis, incloent Millor pel·lícula iberoamericana de ficció mentre que la sèrie Noticia de un secuestro va ser la sèrie més premiada guanyant en quatre categories.

## Nominats i guanyadors
La llista de nominats i premiats és la següent:

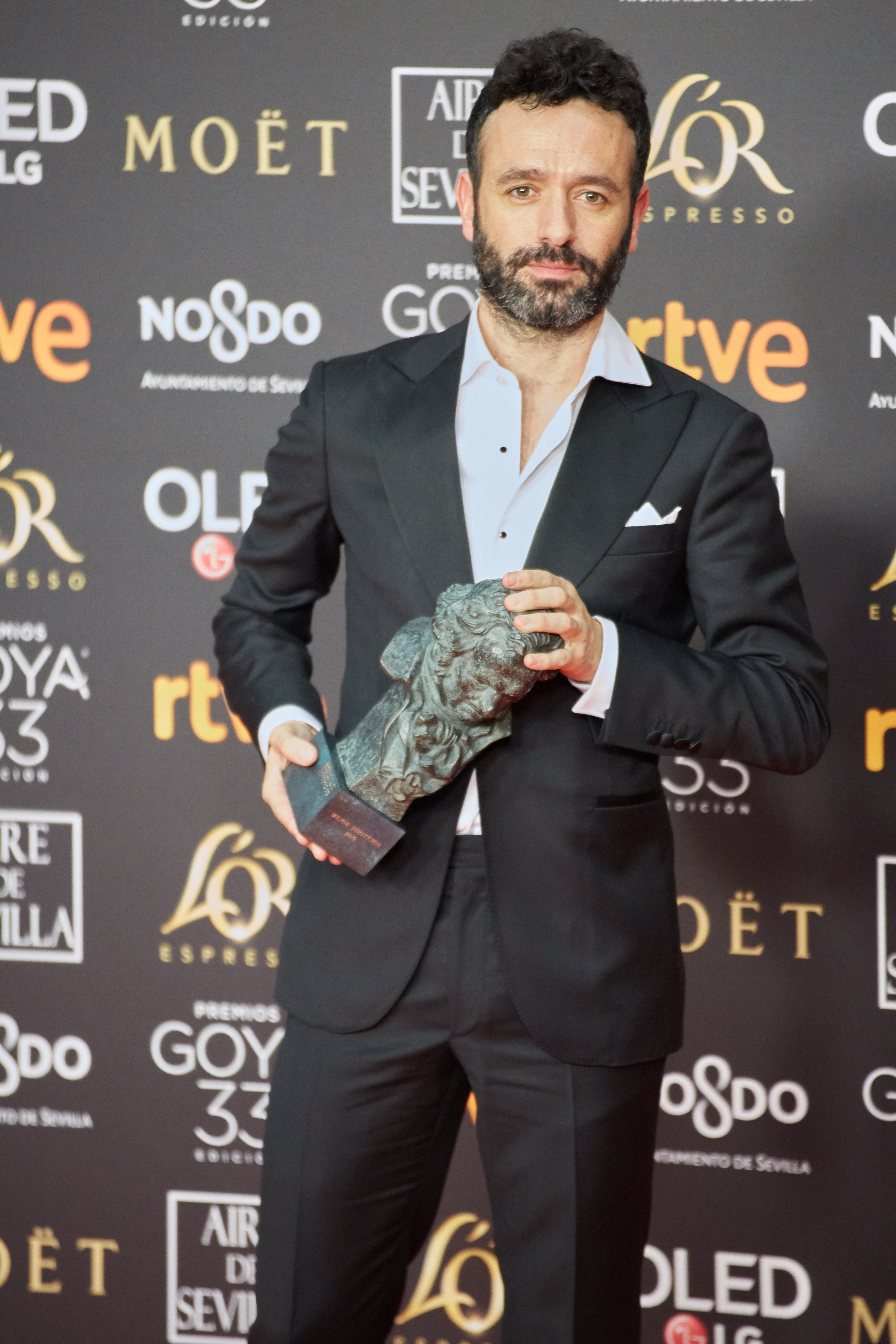
Rodrigo Sorogoyen, premi a la millor direcció.

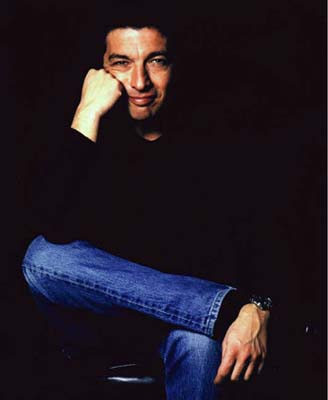
Ricardo Darín, premi al millor actor actor.

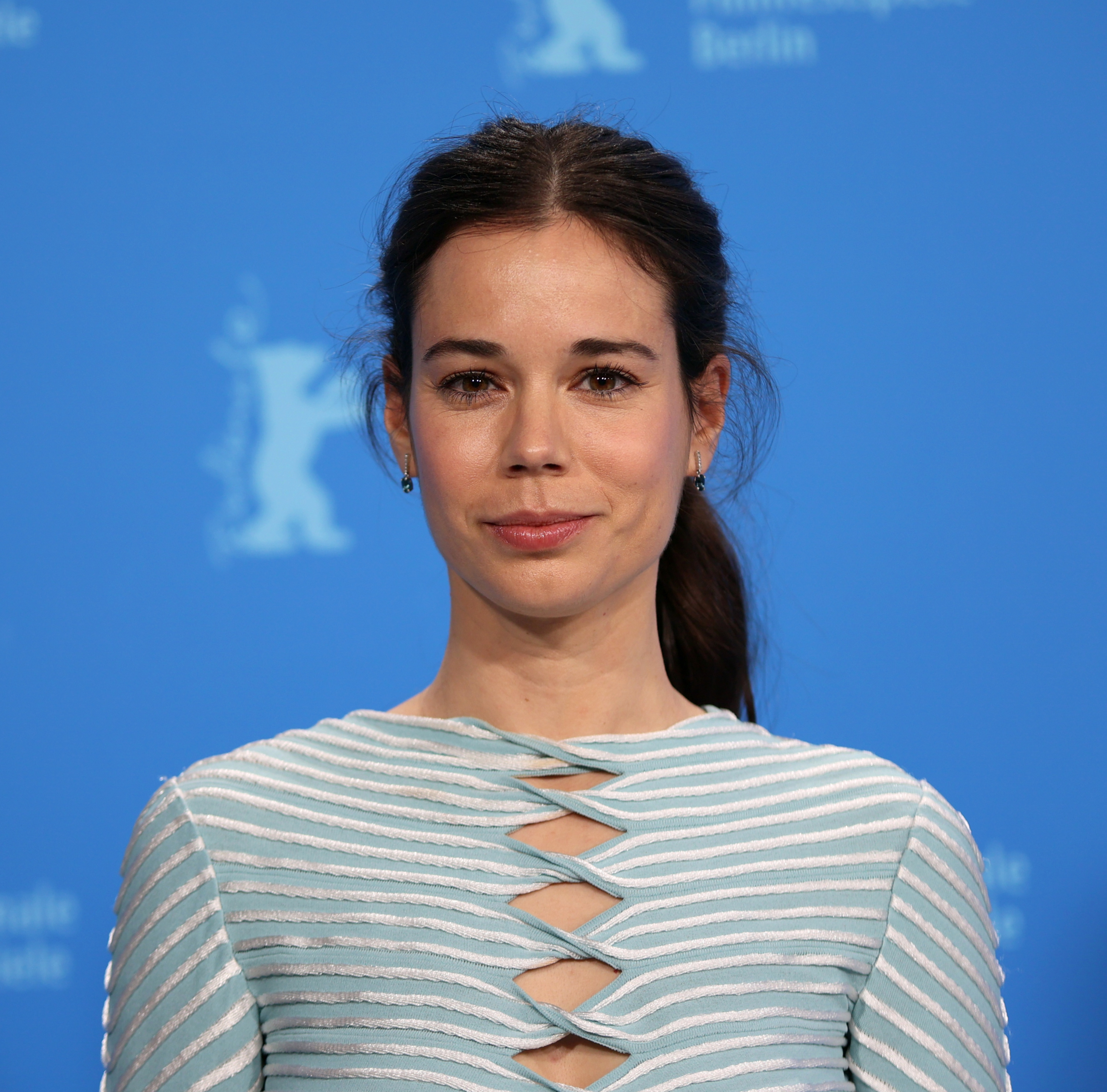
Laia Costa, premi a la millor actriu.

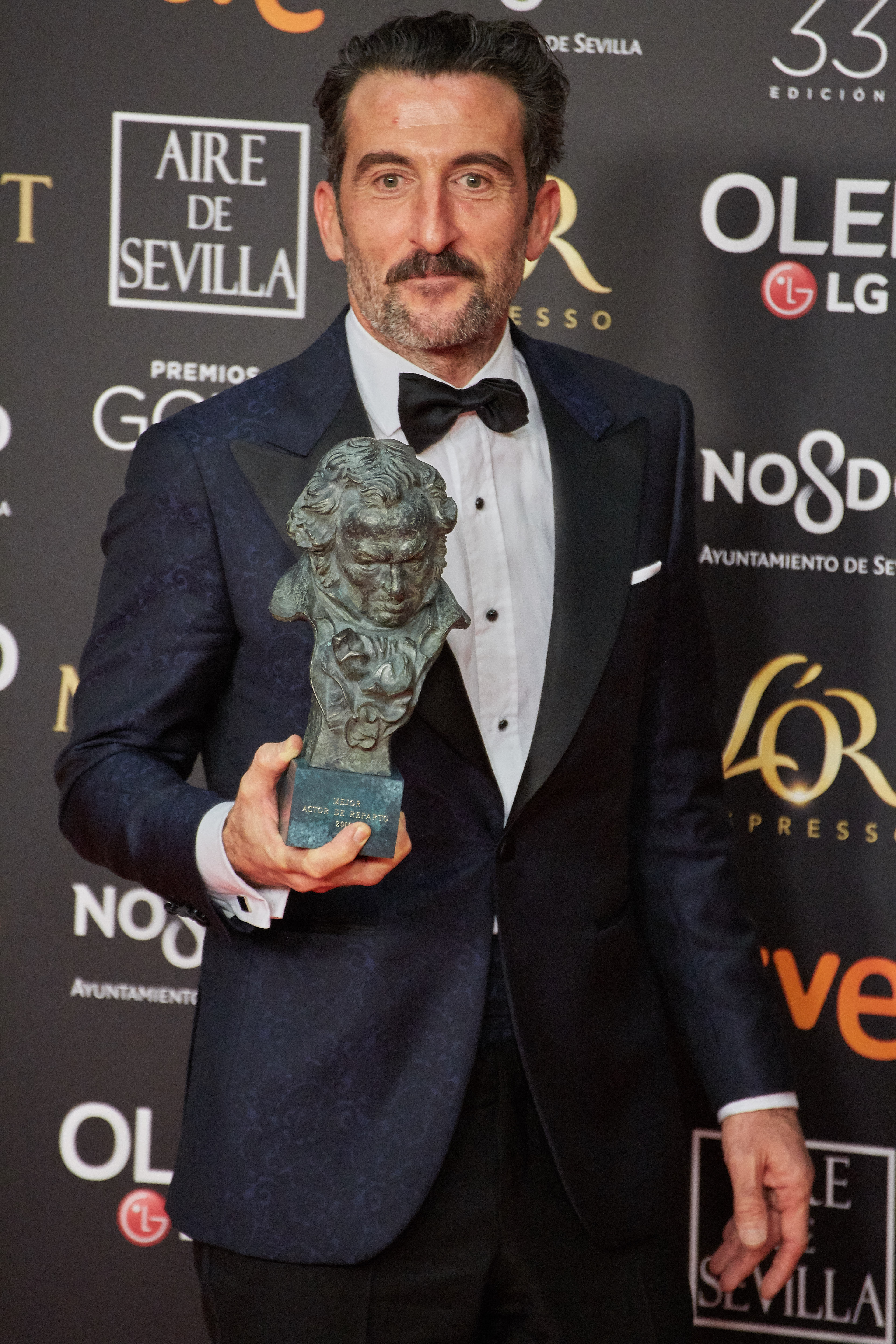
Luis Zahera, premi al millor actor de repartiment.

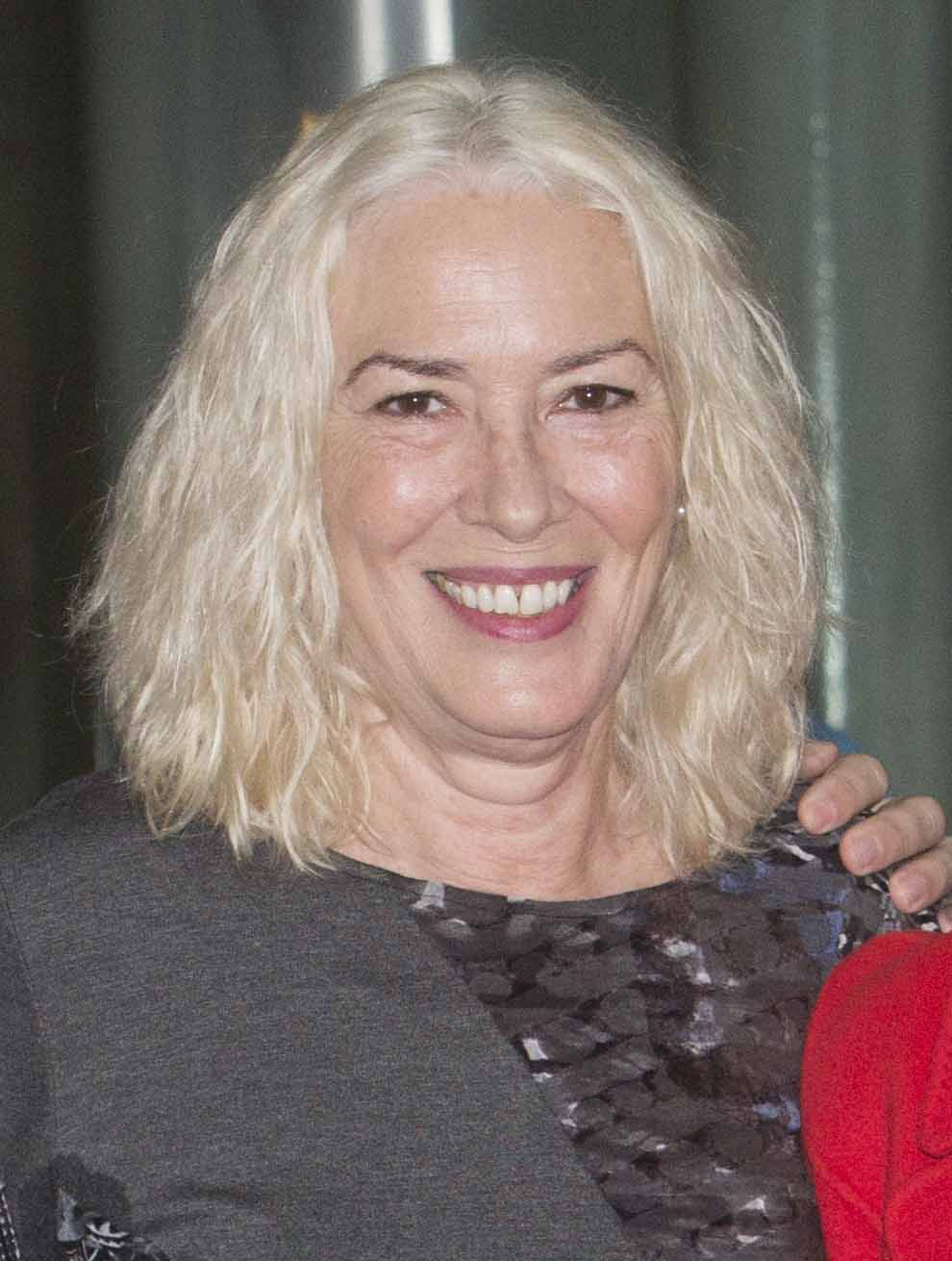
Susi Sánchez, premi a la millor actriu de repartiment.

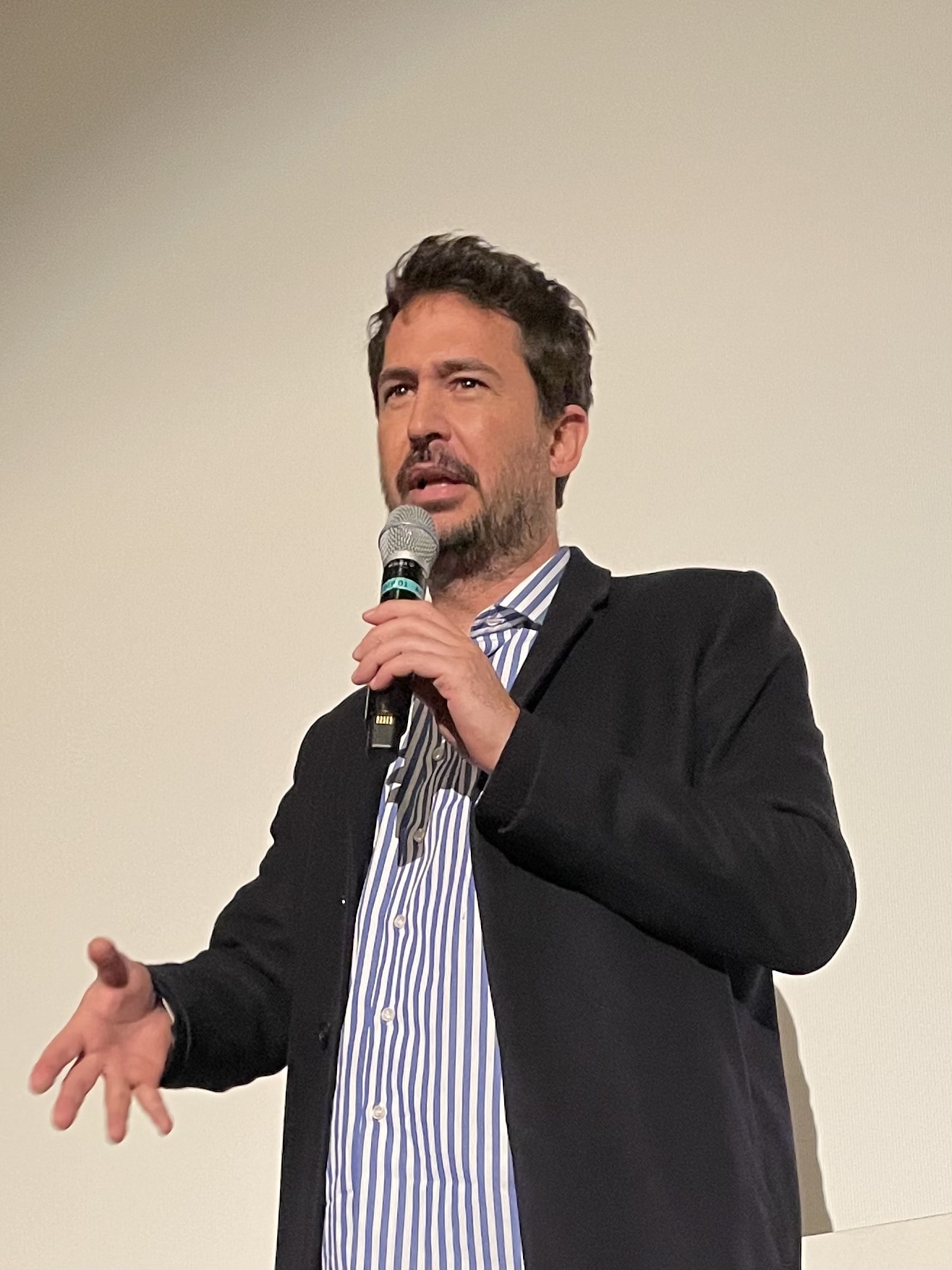
Santiago Mitre, premi al millor guió.

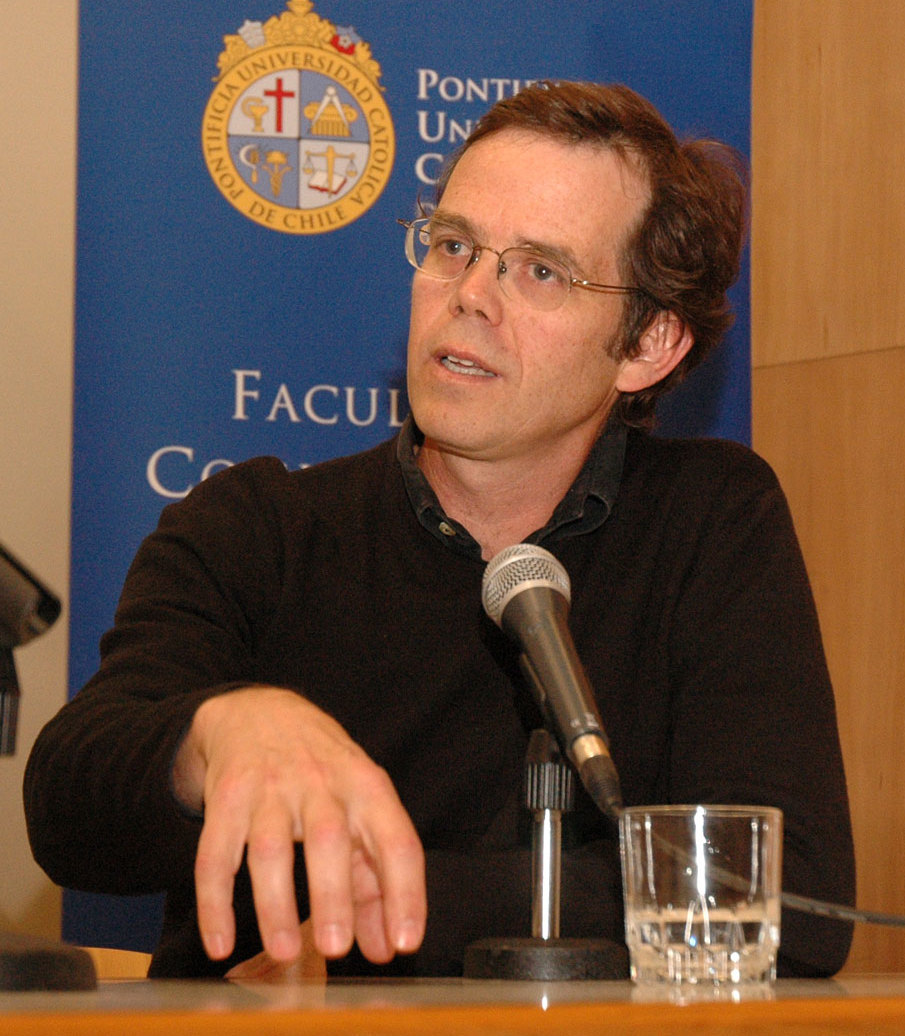
Andrés Wood, premi a la millor minisèrie o telesèrie.

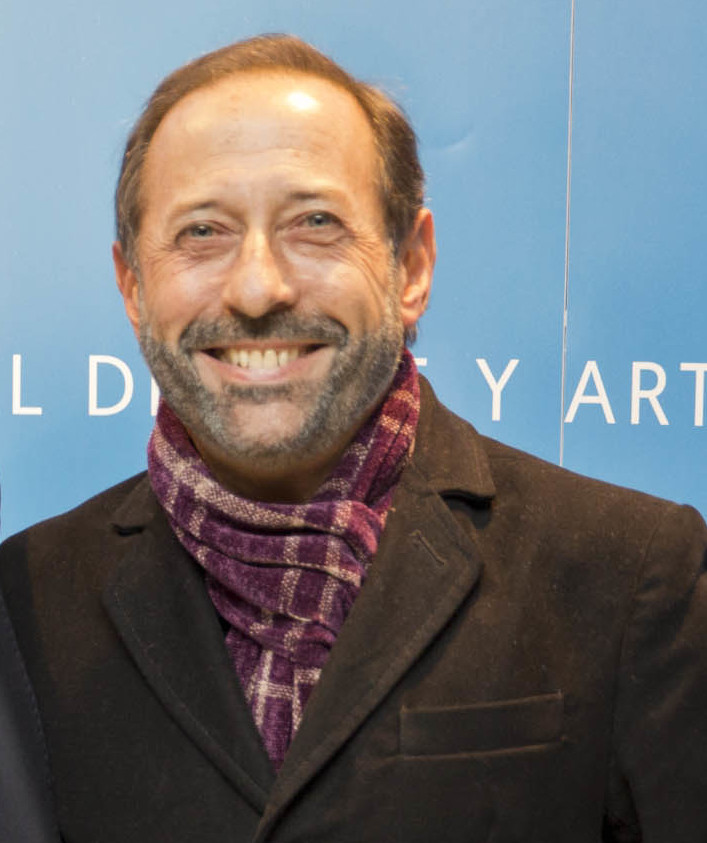
Guillermo Francella, premi al millor actor en minisèrie o telesèrie.

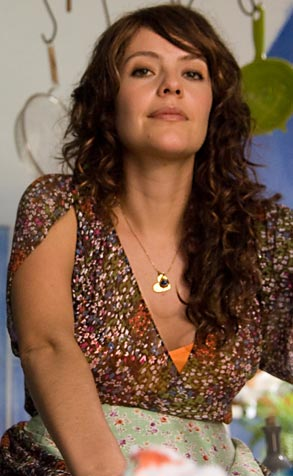
Cristina Umaña, premi a la millor actriu en minisèrie o telesèrie.

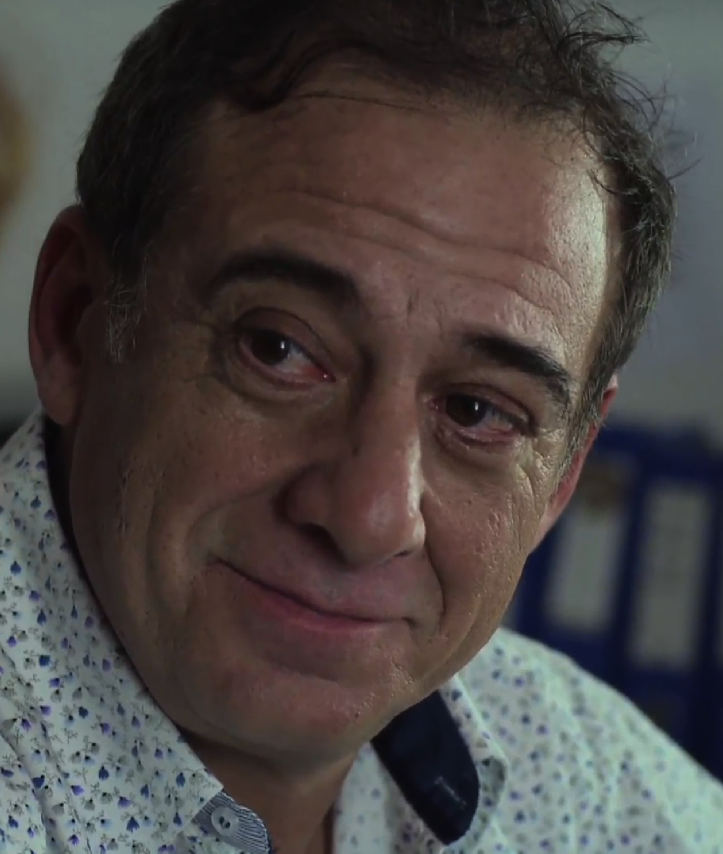
Alejandro Awada, premi al millor actor de repartiment en minisèrie o telesèrie.

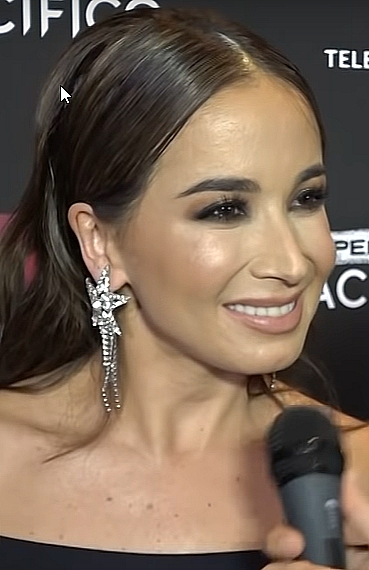
Majida Issa, premi a la millor actriu de repartiment en minisèrie o telesèrie.

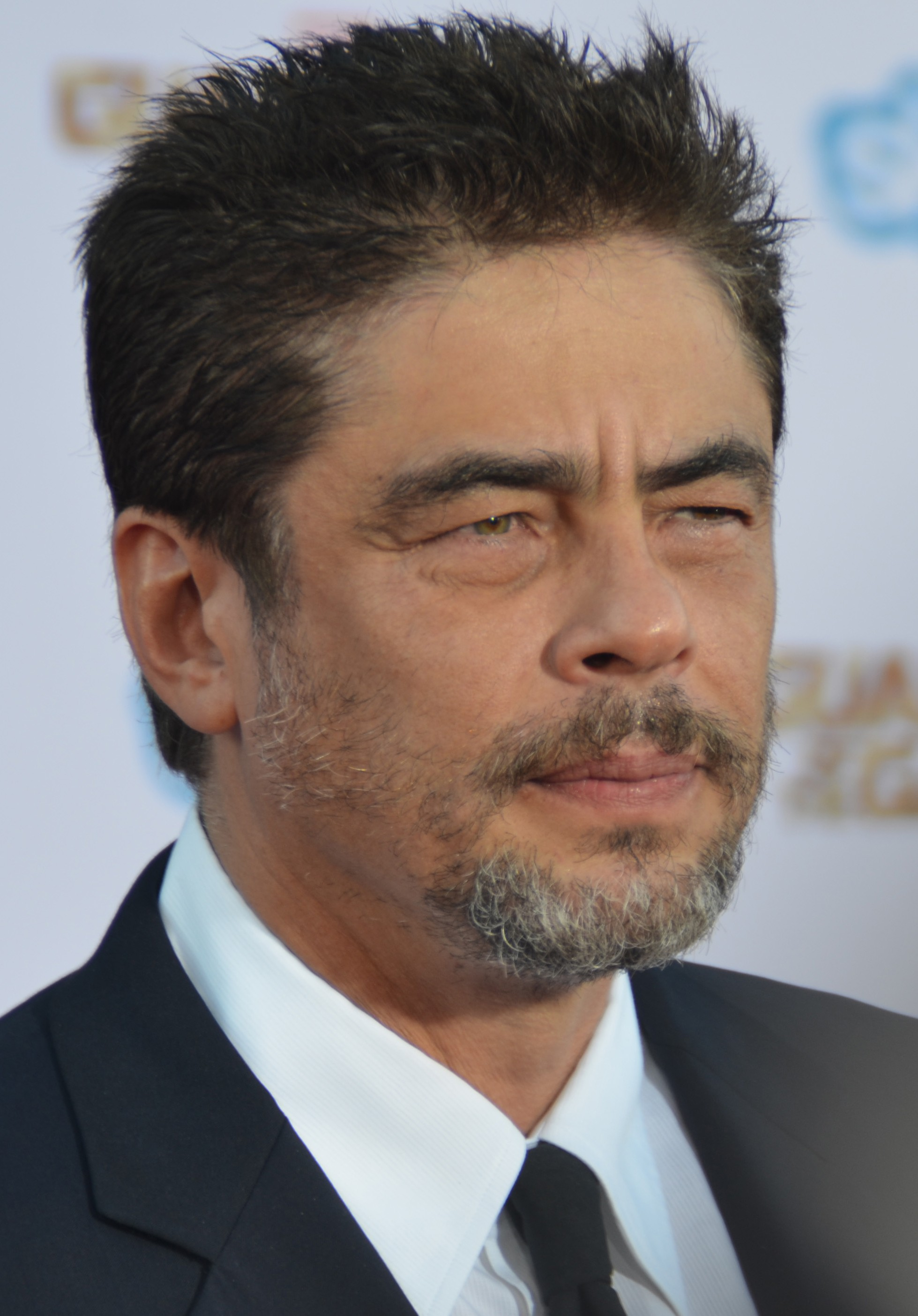
Benicio del Toro, Platino d'Honor 2023.

### Cinema
| Millor pel·lícula iberoamericana de ficció - Argentina, 1985 Argentina - Alcarràs · Espanya - As bestas Espanya - Bardo, falsa crónica de unas cuantas verdades Mèxic                                                                                    | Millor direcció - Rodrigo Sorogoyen – As bestas - Carla Simón – Alcarràs - Santiago Mitre – Argentina, 1985 - Alejandro González Iñárritu – Bardo, falsa crónica de unas cuantas verdades                                                                                            |
| Millor interpretació femenina - Laia Costa – Cinco lobitos com Amaia - Aline Kuppenheim – 1976 com Carmen - Antonia Zegers – El castigo com Ana - Laura Galán – Cerdita com Sara - Magnolia Núñez – Carajita com Yarisa                                  | Millor interpretació masculina - Ricardo Darín – Argentina, 1985 com Julio César Strassera - Daniel Giménez Cacho – Bardo, falsa crónica de unas cuantas verdades com Silverio Gama - Luis Tosar – En los márgenes com Rafa - Peter Lanzani – Argentina, 1985 com Luis Moreno Ocampo |
| Millor interpretació femenina de repartiment - Susi Sánchez – Cinco lobitos com Begoña - Alejandra Flechner – Argentina, 1985 com Silvia Strassera - Carmen Machi – Cerdita com Asun - Penélope Cruz – En los márgenes com Azucena                       | Millor interpretació masculina de repartiment - Luis Zahera – As bestas com Xan - Carlos Portaluppi – Argentina, 1985 com León Carlos Arslanián - Norman Briski – Argentina, 1985 com Ruso - Ramón Barea – Cinco lobitos com Koldo                                                   |
| Millor guió - Argentina, 1985 – Santiago Mitre, Mariano Llinás - Bardo, falsa crónica de unas cuantas verdades – Alejandro González Iñárritu, Nicolás Giacobone - As bestas – Rodrigo Sorogoyen, Isabel Peña - 1976 – Manuela Martelli, Alejandra Moffat | Millor música original - Utama – Cergio Prudencio - Cinco lobitos – Aránzazu Calleja - Los reyes del mundo – Leonardo Heiblum, Alexis Ruíz - Argentina, 1985 – Pedro Osuna |
| Millor pel·lícula d'animació - Águila y Jaguar: Los Guerreros Legendarios · - El paraíso - Tadeu Jones 3: La taula maragda · - Unicorn Wars · | Millor pel·lícula documental - El caso Padilla de Pavel Giroud , - Bosco d'Alicia Cano Menoni - Eami de Paz Encina , - El silencio del topo d'Anaïs Taracena - Mi país imaginario de Patricio Guzmán                                                                                 |
| Millor direcció de muntatge - As bestas – Alberto del Campo - Argentina, 1985 – Andrés Pepe Estrada - Modelo 77 – José M. G. Moyano - Los reyes del mundo – Sebastián Hernández, Gustavo Vasco                                                           | Millor direcció de so - As bestas – Aitor Berenguer, Fabiola Ordoyo, Yasmina Praderas - Los reyes del mundo – Carlos García - Utama – Federico Moreira - Argentina, 1985 – Santiago Fumagalli                                                                                        |
| Millor direcció de fotografia - Utama – Bárbara Álvarez - Alcarràs – Daniela Cajías - Los reyes del mundo – David Gallego - Argentina, 1985 – Javier Juliá                                                                                               | Millor direcció artística - Argentina, 1985 – Micaela Saiegh - Bardo, falsa crónica de unas cuantas verdades – Eugenio Caballero - 1976 – Francisca Correa - Modelo 77 – Pepe Domínguez del Olmo                                                                                     |
| Millor opera prima de ficció - 1976 - Manuela Martelli - Cinco lobitos - Alauda Ruiz de Azúa· - La hija de todas las rabias - Laura Baumeister · , - La jauría - Andrés Ramírez Pulido · - Utama - Alejandro Loayza Grisi ·                              | Cinema i Educació en Valors - Argentina, 1985 · - Cinco lobitos · - El suplente · , - Utama · |
| Millor comèdia iberoamericana de ficció - Competencia oficial · - Bardo, falsa crónica de unas cuantas verdades · - Desconectados · - Granizo · | |

#### Pel·lícules amb múltiples premis
Les següents pel·lícules van obtenir múltiples premis:
| Premis | Pel·lícula      | Països           |
| ------ | --------------- | ---------------- |
| 5      | Argentina, 1985 | Argentina        |
| 3      | As bestas       | Espanya          |
| 2      | Cinco lobitos   | Espanya          |
| 2      | Utama           | Bolívia, Uruguai |

#### Pel·lícules amb múltiples nominacions
Les següents pel·lícules van obtenir múltiples nominacions:
| Nominacions | Pel·lícula                                    | Països           |
| ----------- | --------------------------------------------- | ---------------- |
| 14          | Argentina, 1985                               | Argentina        |
| 6           | As bestas                                     | Espanya          |
| 6           | Cinco lobitos                                 | Espanya          |
| 6           | Bardo, falsa crónica de unas cuantas verdades | Mèxic            |
| 5           | Utama                                         | Bolívia, Uruguai |
| 4           | 1976                                          | Xile, Argentina  |
| 4           | Los reyes del mundo                           | Colòmbia, Mèxic  |
| 3           | Alcarràs                                      | Espanya          |
| 2           | Cerdita                                       | Espanya          |
| 2           | Modelo 77                                     | Espanya          |
| 2           | En los márgenes                               | Espanya          |

### Televisió
| Millor minisèrie o telesèrie cinematogràfica iberoamericana - Noticia de un secuestro · , (Prime Video) - El encargado · (Star+) - Iosi, el espía arrepentido · (Prime Video) - Santa Evita · (Star+) | Millor creador de minisèrie o telesèrie - Andrés Wood, Rodrigo García – Noticia de un secuestro (Prime Video) - Daniel Burman – Iosi, el espía arrepentido (Prime Video) - Leonardo Padrón – Pálpito (Netflix) - Mariano Cohn i Gastón Duprat – El encargado (Star+)                                                                                   |
| Millor interpretació femenina en minisèrie o telesèrie - Cristina Umaña – Noticia de un secuestro com Maruja Pachón (Prime Video) - Claudia Di Girolamo – 42 días en la oscuridad com Cecilia Montes (Netflix) - Natalia Oreiro – Santa Evita com Eva Perón (Star+) - Paulina Gaitán – Belascoarán com Irene (Netflix)            | Millor interpretació masculina en minisèrie o telesèrie - Guillermo Francella – El encargado com Eliseo (Star+) - Daniel Giménez Cacho – Un extraño enemigo com Fernando Barrientos (Prime Video) - Juan Diego Botto – No me gusta conducir com Pablo Lopetegui (TNT) - Juan Pablo Raba – Noticia de un secuestro com Alberto Villamizar (Prime Video) |
| Millor interpretació femenina de repartiment en minisèrie o telesèrie - Majida Issa – Noticia de un secuestro com Diana Turbay (Prime Video) - Amparo Noguera – 42 días en la oscuridad com Nora Figueroa (Netflix) - Leonor Watling – No me gusta conducir com Iria (TNT) - Verónica Echegui – Intimidad com Ane Uribe (Netflix) | Millor interpretació masculina de repartiment en minisèrie o telesèrie - Alejandro Awada – Iosi, el espía arrepentido com Saúl Menajem (Prime Video) - Andrés Parra – Belascoarán com Cerevro (Netflix) - David Lorente – No me gusta conducir com Lorenzo (TNT) - Rodrigo Celis – Noticia de un secuestro com Don Pacho (Prime Video)                 |

#### Sèries amb múltiples premis
Les següents sèries van obtenir múltiples premis:
| Premis | Sèries                  | Països         |
| ------ | ----------------------- | -------------- |
| 4      | Noticia de un secuestro | Colòmbia, Xile |

#### Sèries amb múltiples nominacions
Les següents sèries van obtenir múltiples nominacions:
| Nominacions | Sèries                     | Països         |
| ----------- | -------------------------- | -------------- |
| 6           | Noticia de un secuestro    | Colòmbia, Xile |
| 3           | El encargado               | Argentina      |
| 3           | Iosi, el espía arrepentido | Argentina      |
| 3           | No me gusta conducir       | Espanya        |
| 2           | 42 días en la oscuridad    | Xile           |
| 2           | Santa Evita                | Argentina      |
| 2           | Belascoarán                | Mèxic          |

### Platino d'Honor
- Benicio del Toro[7]